# K. Rosaiah

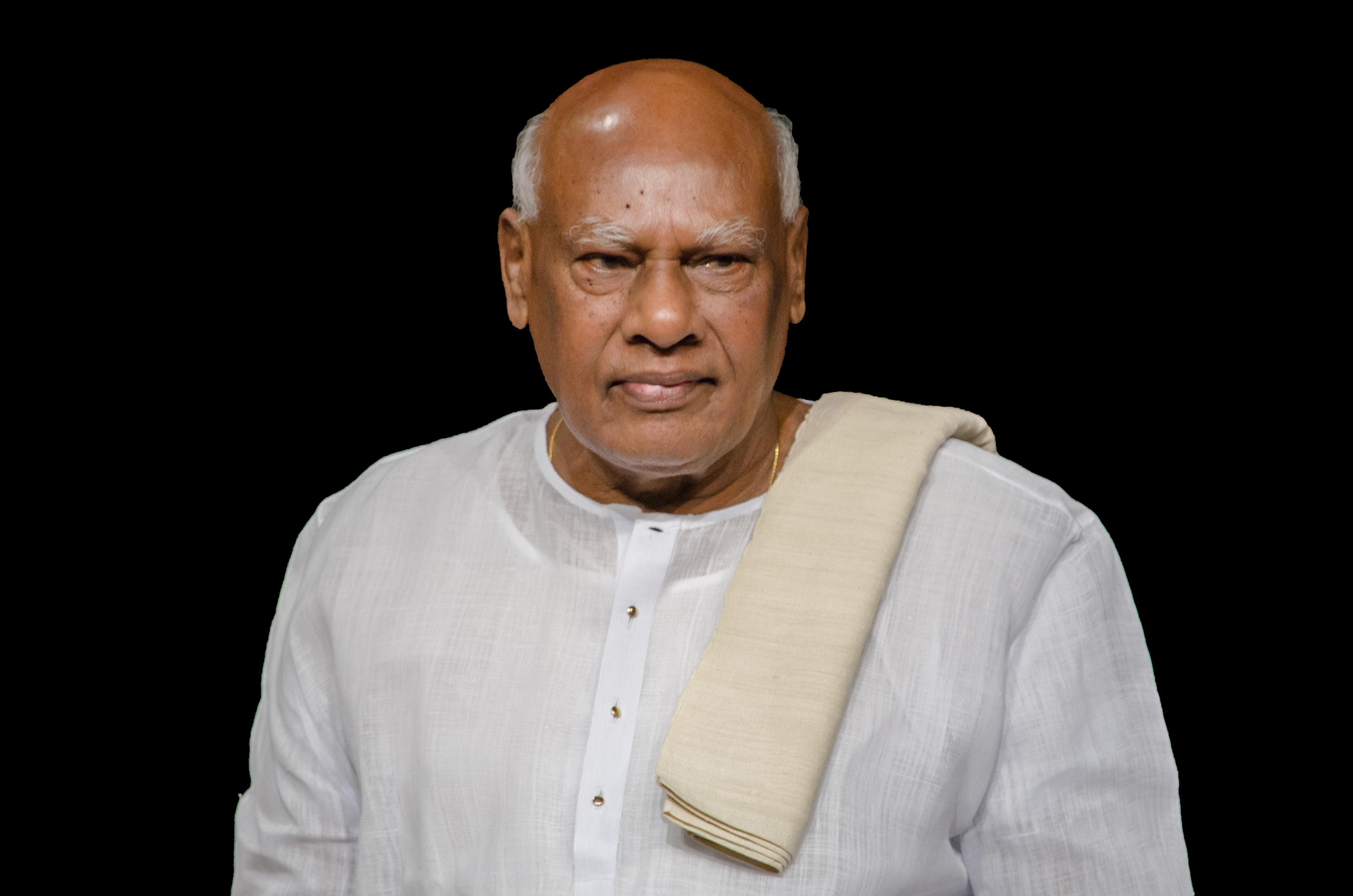
K. Rosaiah (2014)

K. Rosaiah (Konijeti Rosaiah, Telugu: కొణిజేటి రోశయ్య Koṇijēṭi Rōsayya; * 4. Juli 1933 in Vemuru; † 4. Dezember 2021 in Hyderabad) war ein indischer Politiker (Kongresspartei). Er war vom 31. August 2011 bis 2016 Gouverneur des Bundesstaates Tamil Nadu. Zuvor war er von 2009 bis 2010 Chief Minister (Regierungschef) des Bundesstaates Andhra Pradesh, 1979–1983, 1989–1994 und 2004–2010 Minister in der Regierung des Bundesstaates sowie 1998–1999 Abgeordneter in der Lok Sabha.

## Leben

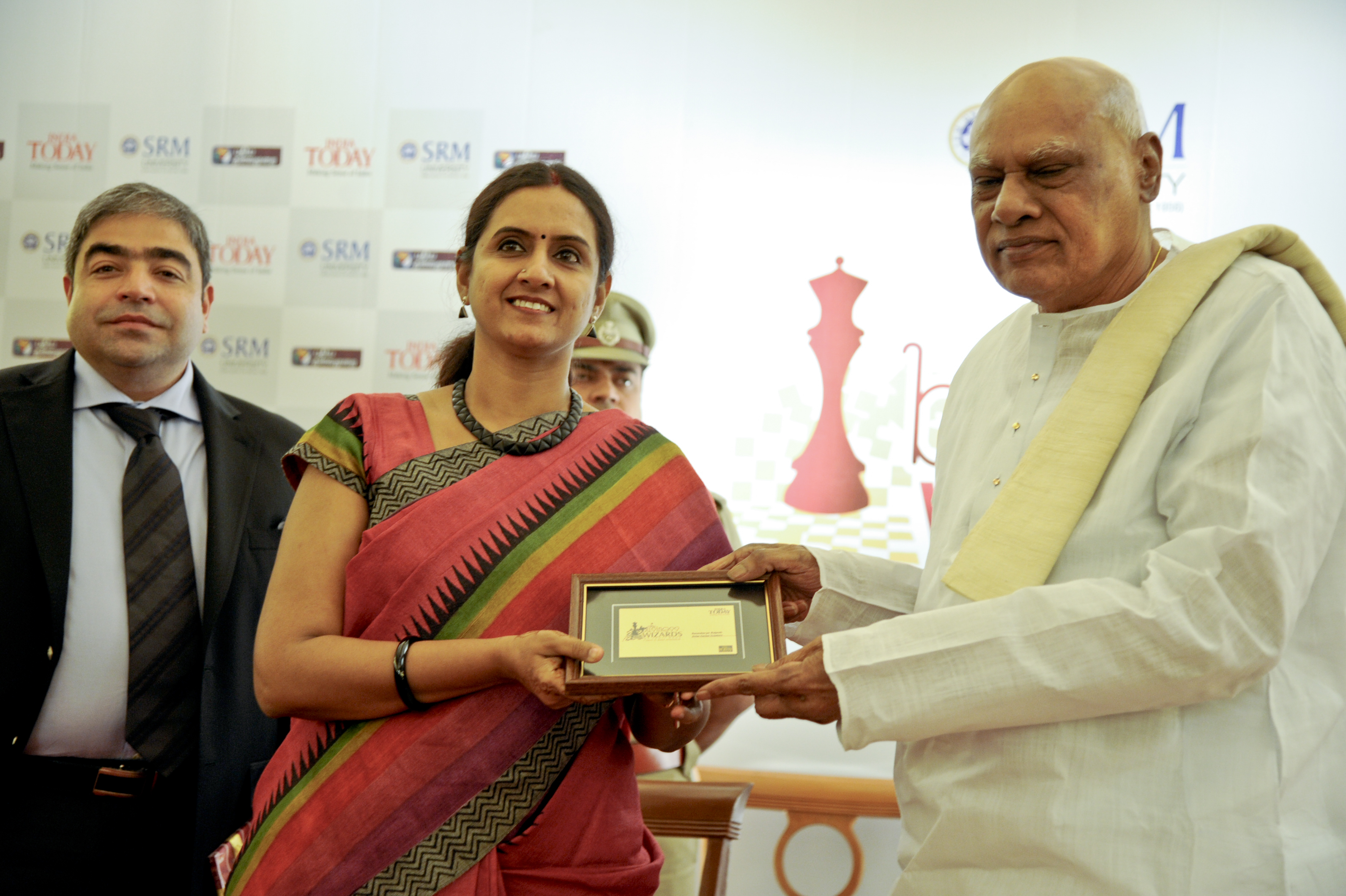
K. Rosaiah übergibt in seiner Funktion als Gouverneur Tamil Nadus eine Auszeichnung (8. November 2011).

K. Rosaiah wurde am 4. Juli 1933 im Dorf Vemuru im Distrikt Guntur in der Küstenregion des heutigen Bundesstaates Andhra Pradesh geboren. Er stammt aus einer zur Mittelklasse gehörenden Bauernfamilie. Seine Ausbildung schloss K. Rosaiah mit einem Bachelor in Wirtschaftswissenschaft am Hindu College in Guntur ab. Während seiner Studienzeit war er hochschulpolitisch aktiv und wurde 1952 zum Generalsekretär der Studierendenvertretung an seinem College gewählt.
1968 wurde K. Rosaiah erstmals für die Kongresspartei in das Oberhaus (Legislative Council) des Bundesstaatsparlaments von Andhra Pradesh gewählt, 1974 und 1980 erfolgte die Wiederwahl. Von 1978 bis 1979 fungierte er als Oppositionsführer im Oberhaus. 1979 berief der Chief Minister (Regierungschef) M. Chenna Reddy K. Rosaiah zum Minister für Straßen und Bau. In der folgenden Regierung T. Anjaiahs bekleidete er von 1980 bis 1981 das Amt des Wohnungsbau- und Verkehrsministers. Unter K. Vijayabhaskar Reddy war er schließlich von 1982 bis 1983 Innenminister. Bei den Wahlen in Andhra Pradesh 1983 wurde die Kongresspartei durch die Telugu Desam Party an der Regierung abgelöst, wodurch Rosaiah sein Ministeramt verlor. Stattdessen übernahm er wieder das Amt des Oppositionsführers im Oberhaus, bis dieses 1985 abgeschafft wurde.
1989 trat K. Rosaiah erfolgreich im Wahlkreis Chirala bei der Wahl zum Unterhaus (Legislative Assembly) des Parlaments von Andhra Pradesh an. Als Ergebnis der Wahl kehrte die Kongresspartei an die Macht zurück und M. Chenna Reddy wurde zum zweiten Mal Chief Minister. In dessen Regierung fungierte K. Rosaiah bis 1990 als Minister für Finanzen, Energie, Verkehr, höhere Bildung, Weberei, Textilien und legislative Angelegenheiten. Nachdem Chenna Reddy durch N. Janardhana Reddy abgelöst wurde, diente Rosaiah von 1991 bis 1992 als Gesundheitsminister. 1992 wurde K. Vijayabhaskar Reddy erneut Chief Minister. In seiner Regierung war Rosaiah bis 1994 Finanz-, Energie- und Gesundheitsminister.
Bei den Wahlen in Andhra Pradesh 1994 wurde die Kongresspartei wieder abgewählt, auch K. Rosaiah verlor seinen Wahlkreis an den Kandidaten der Telugu Desam Party. Stattdessen übernahm er von 1995 bis 1997 das Amt des Vorsitzenden der Kongresspartei in Andhra Pradesh. 1998 trat er bei den gesamtindischen Parlamentswahlen im Wahlkreis Narasaraopet an und schaffte den Einzug in die Lok Sabha (das Unterhaus des gesamtindischen Parlaments). Bei der Neuwahl 1999 trat er aber nicht wieder an. Stattdessen versuchte er bei der zeitgleich stattfindenden Bundesstaatswahl in Andhra Pradesh wieder ins Parlament einzuziehen, unterlag aber erneut dem Kandidaten der siegreichen Telugu Desam Party. Erst bei der nächsten Wahl 2004, die die Kongresspartei für sich entschied, gelang ihm der Wiedereinzug im Wahlkreis Chirala. Anschließend wurde er Minister für Finanzen, Planung, legislative Angelegenheiten, Gesundheit und Familienwohl in der Regierung Y. S. Rajasekhara Reddys. Nach Ablauf der Legislaturperiode ließ sich Rosaiah 2009 in das mittlerweile wieder eingeführte Oberhaus wählen. Sein Ministeramt in der Regierung Y. S. Rajasekhara Reddys, die bei den Unterhauswahlen im Amt bestätigt worden war, behielt er bei.
Am 2. September 2009 kam Chief Minister Y. S. Rajasekhara Reddy bei einem Hubschrauberabsturz ums Leben. Einen Tag später wurde K. Rosaiah als dessen Nachfolger als Chief Minister vereidigt. Nach nur 14 Monaten im Amt trat Rosaiah am 24. November 2010 zurück. Als Grund gab der mittlerweile 77-jährige Rosaiah sein fortgeschrittenes Alter und Arbeitsdruck an. Sein Nachfolger wurde N. Kiran Kumar Reddy. Nach dem Ende seiner parteipolitischen Karriere in Andhra Pradesh wurde K. Rosaiah am 26. August 2011 von der Staatspräsidentin Pratibha Patil zum Gouverneur des Bundesstaates Tamil Nadu ernannt.